# Thomas Doughty
Thomas Doughty (19 de julio de 1793 - 22 de julio de 1856) fue un pintor y artista estadounidense vinculado a la escuela del río Hudson.
Nacido en Filadelfia, Thomas Doughty fue el primer artista estadounidense que trabajó exclusivamente como paisajista y tuvo éxito tanto por su destreza como por el hecho de que los estadounidenses estaban volcando un interés genuino por la pintura del paisaje. Fue conocido por sus pinturas de naturaleza tranquila, a menudo atmosférica, y la representación de los ríos y montañas de Pensilvania, Nueva York, Nueva Inglaterra y, especialmente, del valle del río Hudson. Aprendió a pintar mientras trabajaba como aprendiz para un fabricante de cuero. En 1827 fue elegido académico honorario de la Academia Nacional de Dibujo de Estados Unidos.
Trabajó sobre todo en Filadelfia, pero también vivió y trabajó en Boston y Nueva York.

## Galería

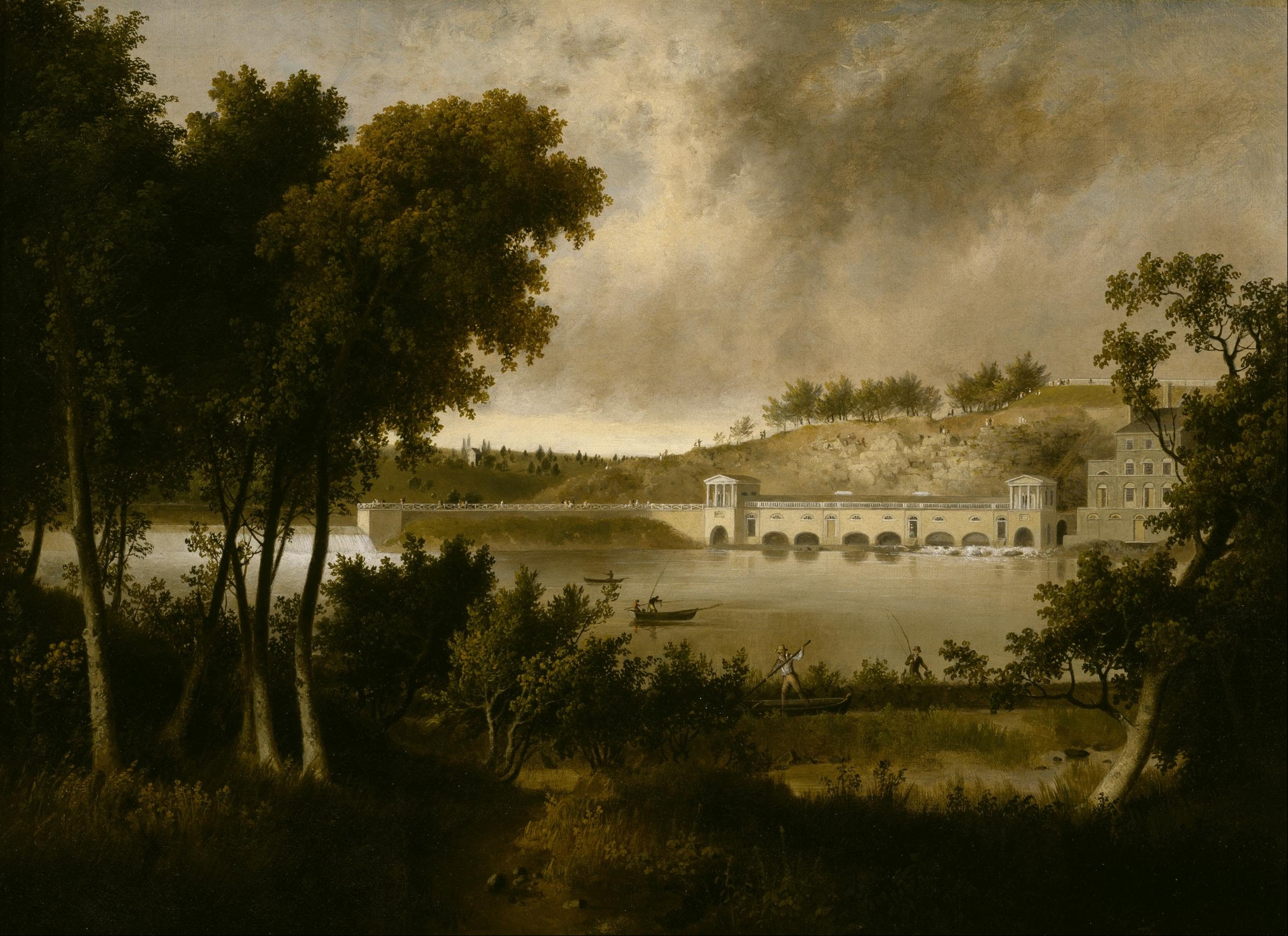
View of the Fairmount Waterworks, Philadelphia, from the Opposite Side of the Schuylkill River, 1824/26, Museo de Bellas Artes de Houston
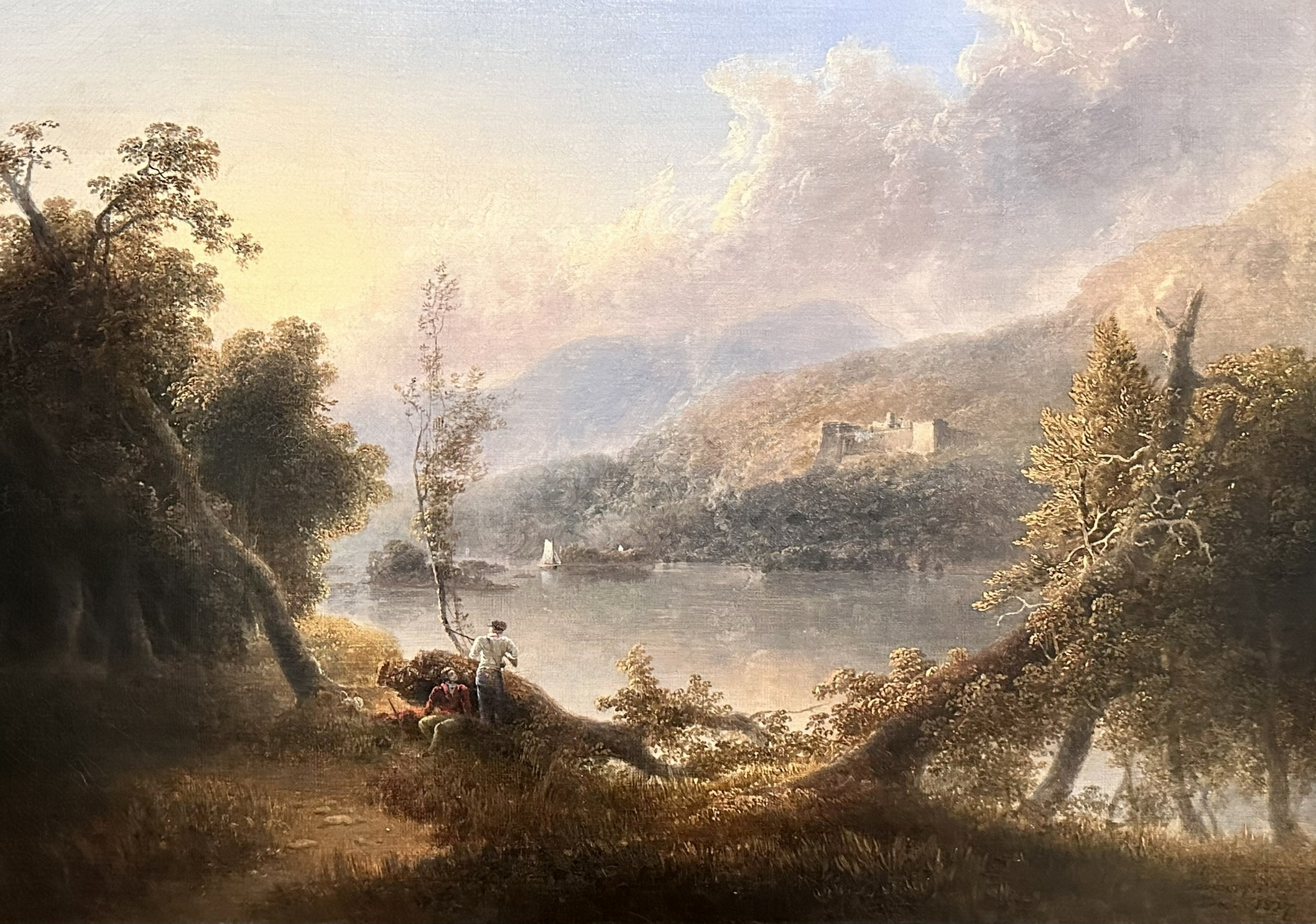
View of West Point, 1827, Museo de Shenandoah Valley
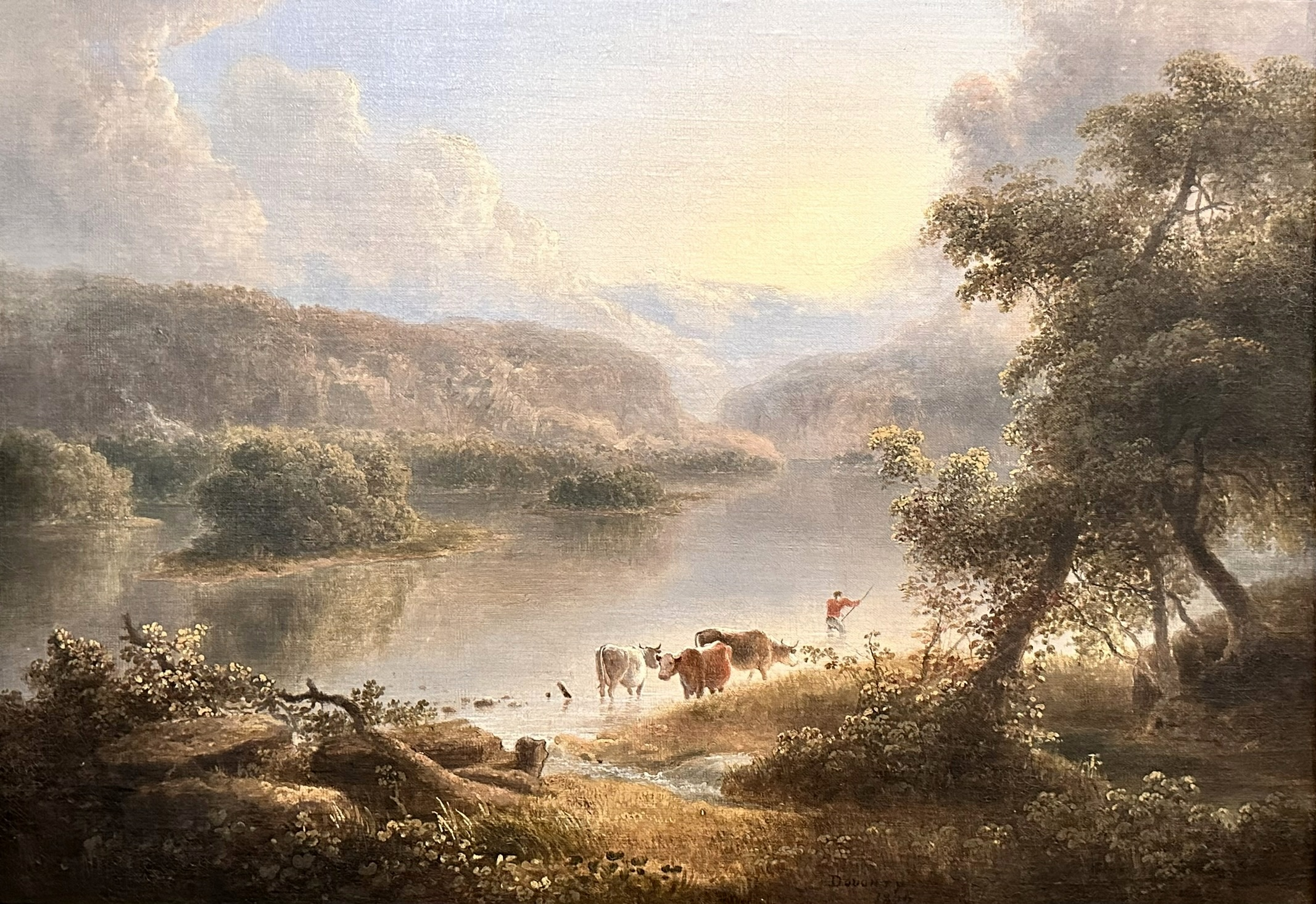
View of the Delaware Water Gap, 1827, Museo de Shenandoah Valley
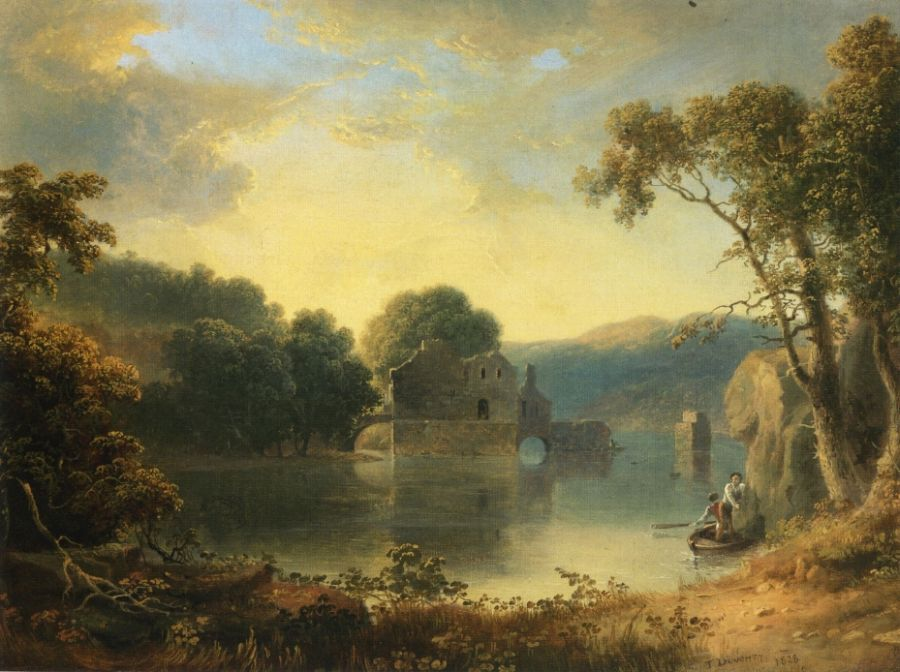
Ruins in a Landscape, 1828
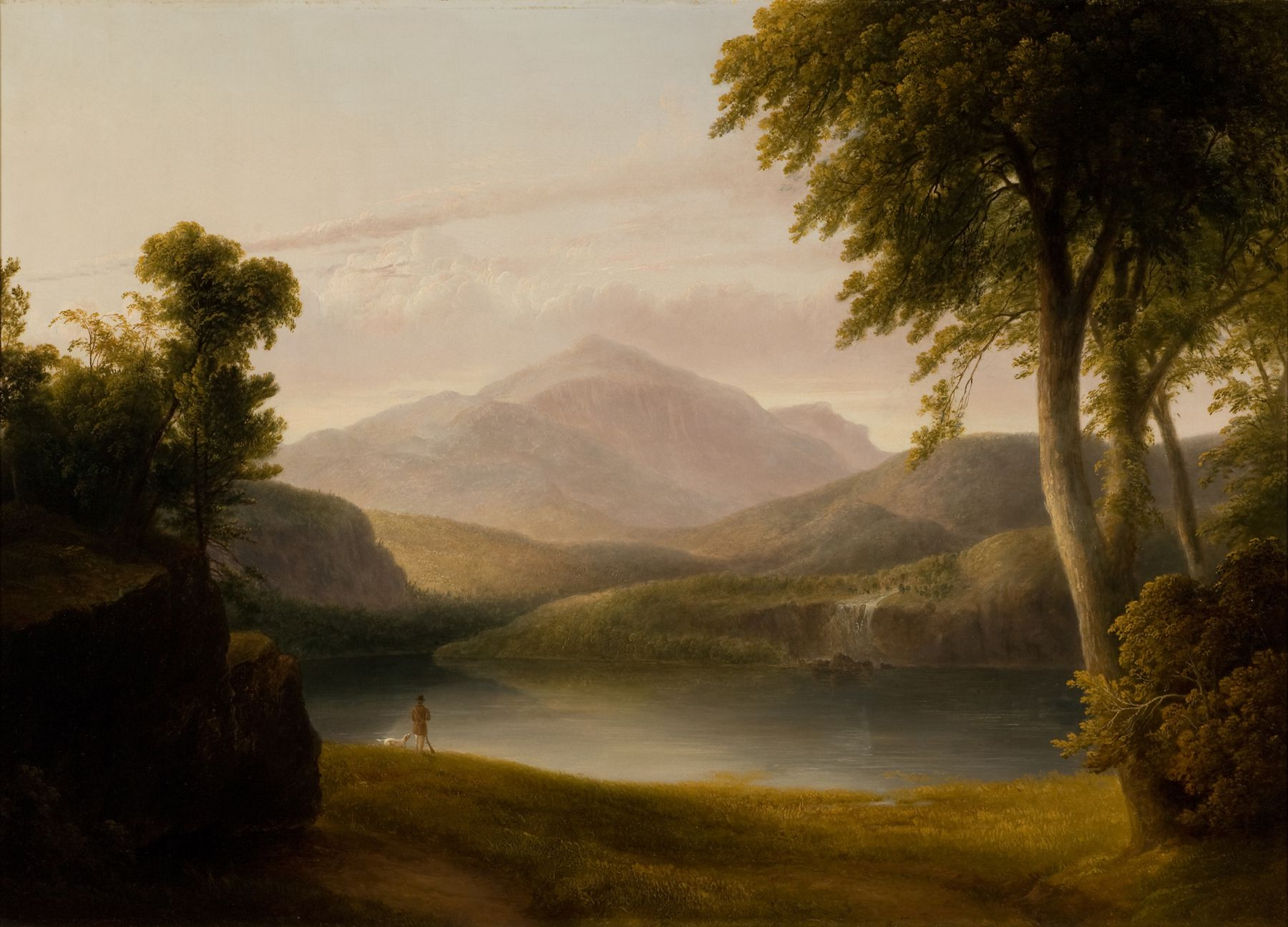
In the Catskills, 1836, Museo de la Casa Reynolda de Arte Americano
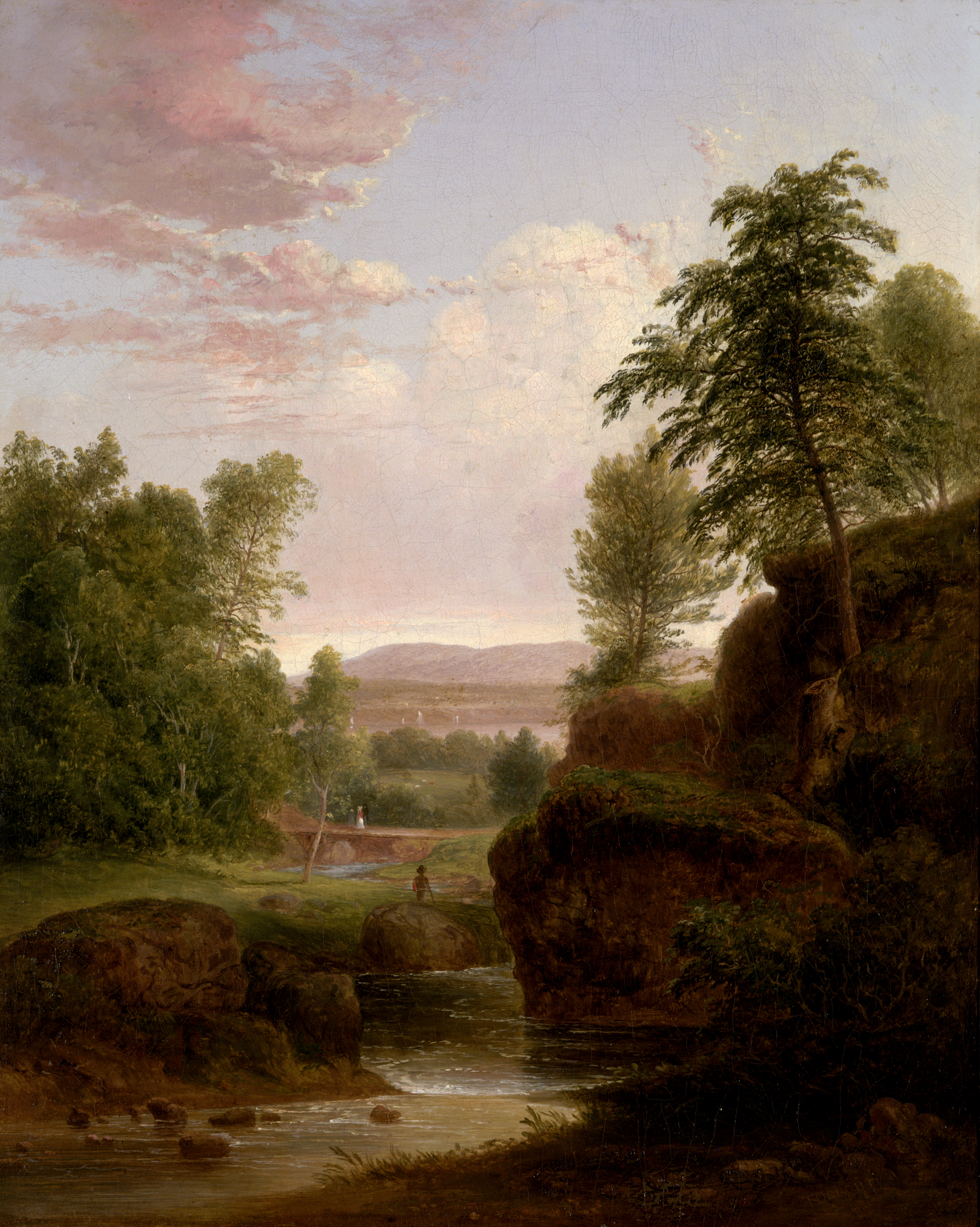
View toward the Hudson River, 1839, Museo de Arte de la Universidad de Princeton
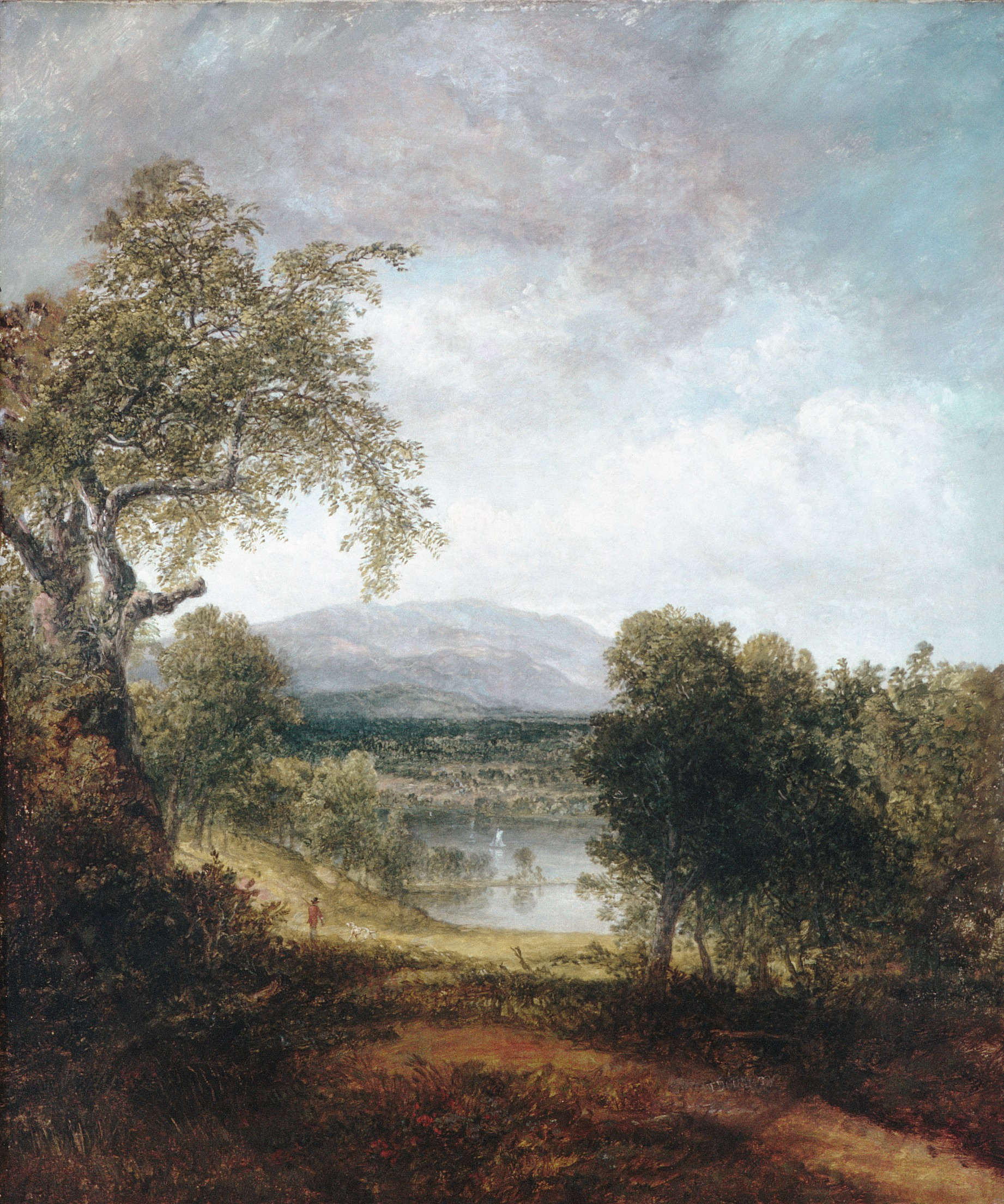
A River Glimpse, 1842–1850, Museo Metropolitano de Arte
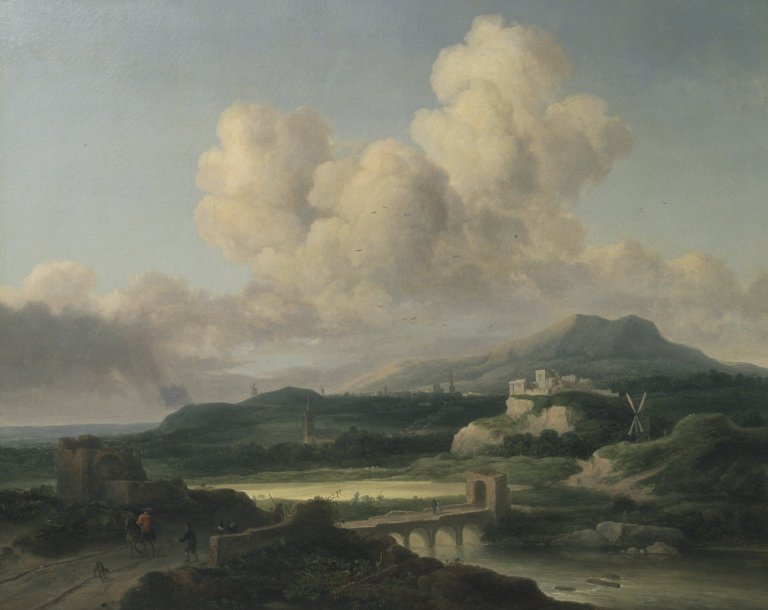
Landscape after Ruisdael, ca. 1846, Museo Brooklyn